# 龙翔街道 (桐乡市)
龙翔街道，原炉头镇，中国浙江省嘉兴市桐乡市曾下辖的一个街道，2017年8月并入乌镇镇。

## 历史渊源
昔龙翔（炉头）一地遍长柞树，故曾得地名柞濮。明朝时有沈氏自吴兴（今湖州市郊区）竹墩村迁此开设冶坊，后产业渐大，除在近设店销售外，还在松江、嘉善、平湖、嘉兴、硖石、湖州等地各大杂货店挂牌经营沈氏冶坊铁器。其时镇之西端，炉火熊熊，昼夜不绝。地名也因之渐称炉头。
现域清朝时分属清风乡和永新乡。1932年为皂林、杨园乡。1946年皂林乡之大部分并入杨园乡，另一部分划入永新乡。1949年初，分属杨园、石湾、永新等乡。后又几经变革，1983年为炉头乡，1985年改乡为镇，2001年，改炉头镇为龙翔街道。 

## 辖区
该街道辖有：秀溪社区、翔厚村、元丰村、龙泾村、南王村、董家村、金牛村、正福村、杨园村、单桥村、皂林村。

## 发展建设
龙翔街道是浙江省桐乡市的新市区，是传统的粮食、蚕桑、杭白菊、榨菜生产基地。